# Olga (Kyjevská Rus)
Svatá Olga (rusky Княги́ня О́льга, křtěna jako Jelena (Еле́на), † 11. července 969) byla kyjevská kněžna, manželka knížete Igora a po jeho smrti regentka Kyjevské Rusi v době nezletilosti svého syna Svjatoslava I. Igoreviče. Jako první z ruských vládců přijala křesťanství a po své smrti začala být uctívána jako světice. Roku 1547 byla prohlášena ruskou pravoslavnou církví za svatou. Jako světici jí uctívá i římskokatolická církev a její svátek slaví 11. července.

## Život

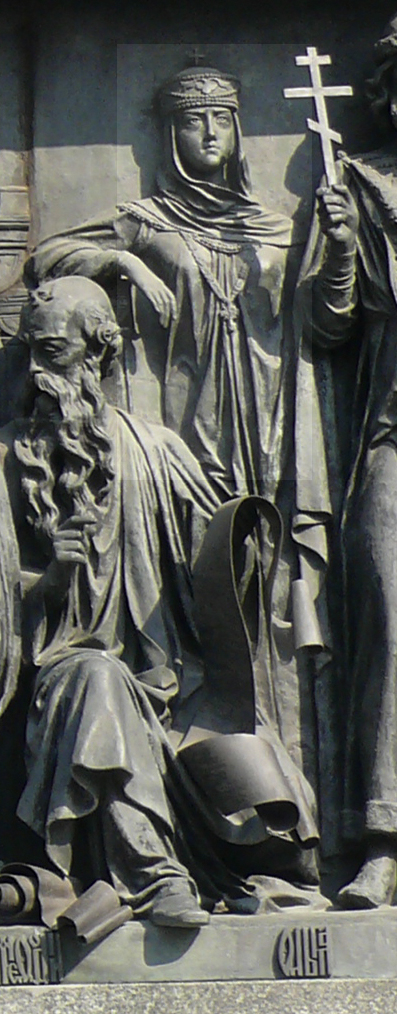
Kněžna Olga na pomníku Tisíciletí Rusi ve Velikém Novgorodu

### Sňatek a počátek vlády

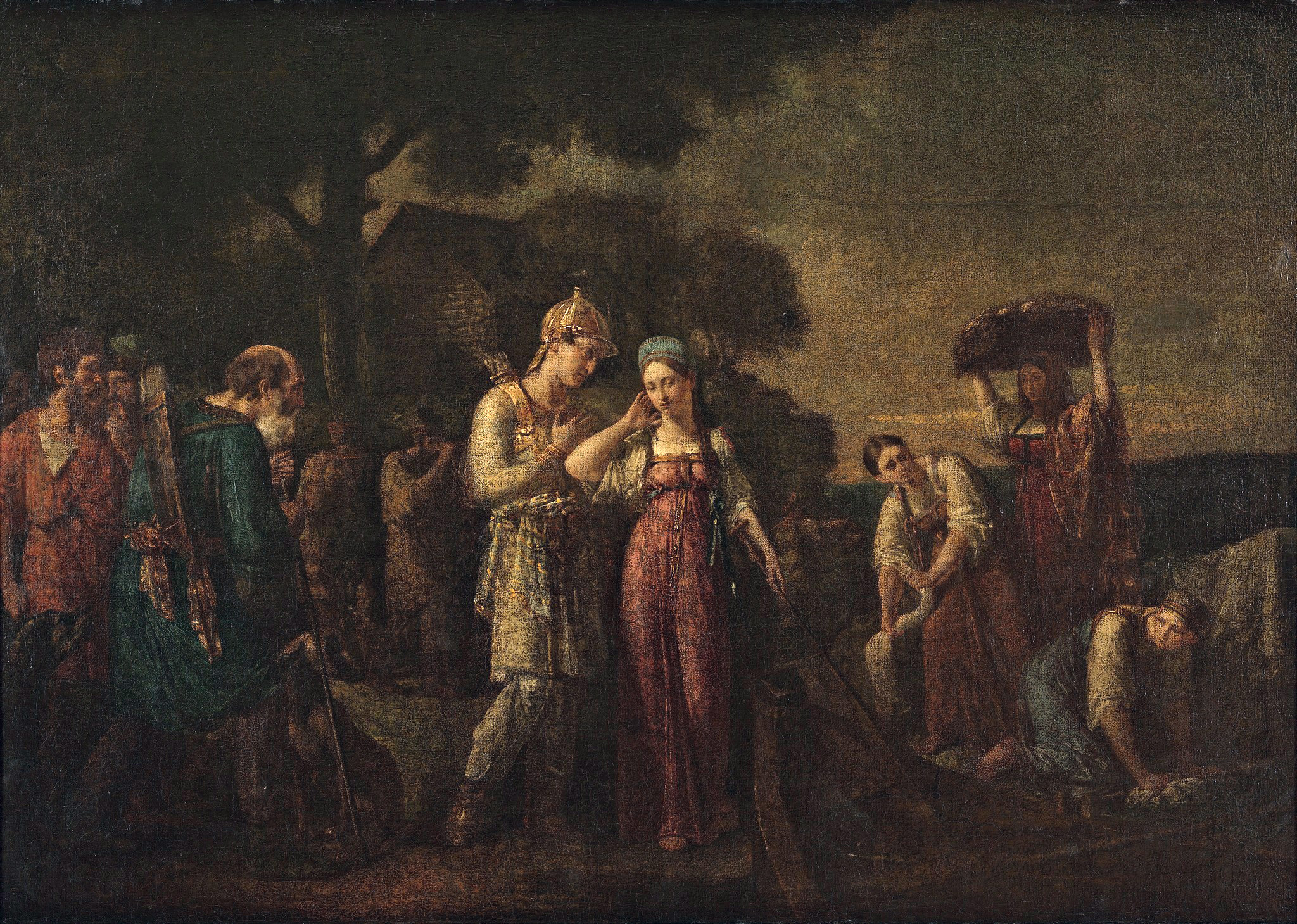
První setkání knížete Igora s Olgou.
Malíř V. K. Sazonov

Podle Pověsti vremennych let oženil kyjevský kníže Oleg svého svěřence Igora s Olgou, pocházející ze Pskova, v roce 903. To je značně nepravděpodobné, protože se tu zároveň uvádí, že jejich syn Svjatoslav I. se narodil teprve v roce 942.

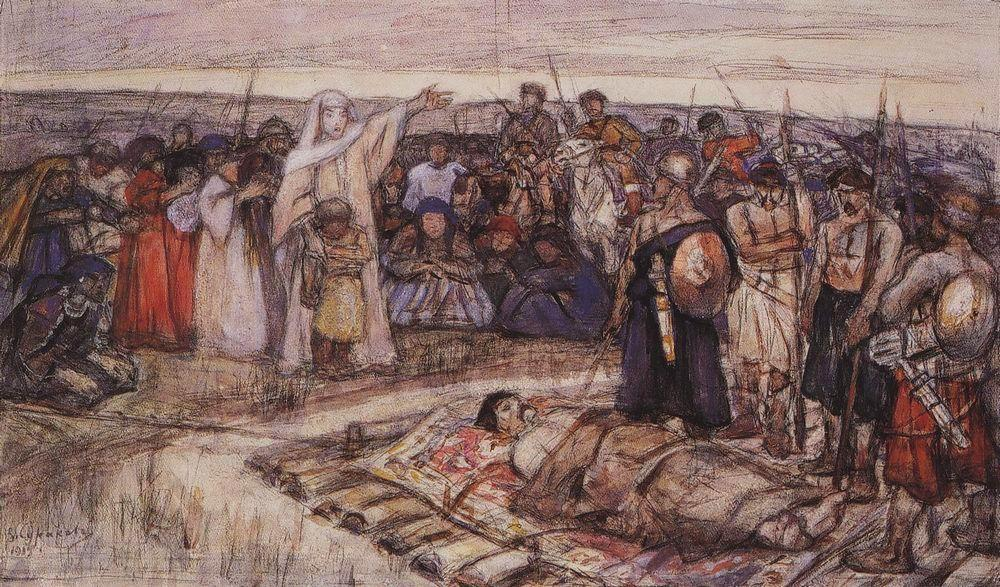
Kněžna Olga shledává tělo zabitého knížete Igora. Skica V. I. Surikova, 1915

Roku 945 byl kníže Igor zabit při výběru daní u Drevljanů. Následníkovi trůnu Svjatoslavovi byly tehdy teprve tři roky, proto se regentkou a faktickou vládkyní Kyjevské Rusi stala kněžna Olga. Igorova družina jí přísahala věrnost a uznala Olgu za zástupce zákonného následníka trůnu.

### Pomsta Drevljanům

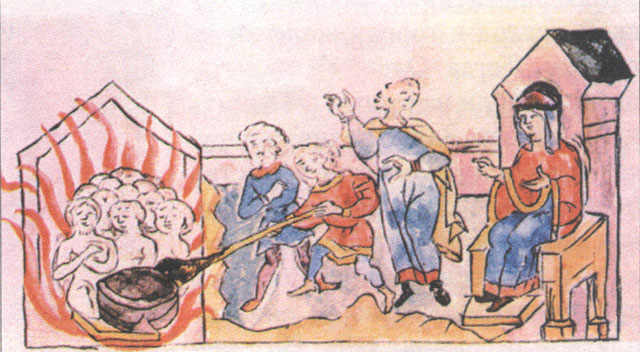
Druhá Msta Olgy na Drevljanech. Miniatura z Radivilské kroniky

Drevljané po zabití Igora poslali za jeho vdovou Olgou namlouvače, aby ji vdali za svého knížete Mala. Nato se kněžna důsledně a krutě vypořádala se staršími Drvevljanů, a poté přivedla celý národ Drevljanů k poslušnosti. Staroruský letopisec podrobně líčí pomstu Olgy za smrt svého muže:
- 1. msta kněžny Olgy: 20 Drevljanů (namlouvačů) přijelo v loďce, kterou druhý den na rozkaz kněžny Olgy Kyjevané odnesli a hodili do hluboké jámy na dvoře jejího paláce. Posly – namlouvače zaživa zasypali společně s bárkou.

| „ | A sklonivše se k jámě, zeptala se jich Olga: „Хороша ли вам честь? A oni odvětili: „Горше нам Игоревой смерти. I přikázala, aby je zasypali zaživa; a nato je zasypali... | “ |

- 2. msta: Olga si vyžádala z důvodu dostatečného projevu úcty, aby k ní byli vysláni noví poslové, tentokrát však nejlepší z nejlepších, což bylo ochotně ze strany Drevljanů splněno. Posly z urozených Drevljanů upálili v lázni, když se myli a připravovali na setkání s kněžnou.
- 3. msta: Kněžna s nevelkou družinou přijela do země Drevljanů, aby podle obyčeje vykonala obřad tryzny na hrobě svého muže. Poté, co Drevljany v čase tryzny opili, zavelela Olga, aby je rozsekali. Letopis vypráví o 5 tisících zabitých Drevljanů.
- 4. msta: V roce 946 Olga vytáhla s vojskem na Drevljany. Podle Novgorodského prvního letopisu kyjevská družina porazila Drevljany v boji. Olga se vydala po drevljanské zemi, zavedla zde daně a poplatky, a poté se vrátila do Kyjeva. V Pověsti dávných let letopisec doplnil vsuvku do textu Počáteční sbírky o obléhání drevljanského hlavního sídla Iskorosteně. Po neúspěšném obléhání v průběhu léta údajně nechala Olga vypálit město s pomocí ptáků, k jejichž nohám nechala připevnit zapálenou koudel se sírou. Část obránců Iskorosteně byla zabita, ostatní se vzdali. Shodná legenda o vypálení města za pomoci ptáků se objevuje také u Saxóna (12. století) v jeho sbírce dánských vyprávěných bájí o hrdinských činech Vikingů a také u básníka a dějepisce Snorri Sturlusona.[5]

Poté, co se vypořádala s Drevljany, ujala se vlády nad Kyjevskou Rusí do plnoletí syna Svjatoslava, ale i poté zůstala faktickým vládcem, neboť Svjatoslav Igorevič mnoho času trávil na vojenských taženích.

### Vnitřní politika
Kněžna Olga cestovala po knížectví, které pomáhala rozvíjet a budovat. Dávala stavět hostince a mosty, pečovala o chudé. Byla první na Rusi z vládců, kdo přijal křest a poté kázala dát postavit chrámy sv. Mikuláše a sv. Sofie v Kyjevě, Zvěstování Panny Marie ve Vitebsku a chrám Nejsvětější Trojice v Pskově.

### Vztahy sByzancí a Západem, přijetí křesťanství
Křest přijala Olga v Cařihradu (Konstantinopoli) v roce 955 po smrti svého manžela Igora z rukou patriarchy Theofylakta. V roce 957 byla v Konstantinopoli znovu slavnostně přijata byzantským císařem Konstantinem VII. Porphyrogennetem, který ji požádal o ruku, ale byl odmítnut, to alespoň tvrdí Nestorův rukopis. Tvrzení je ovšem v podstatě nesmyslné, neboť Konstantin VII. byl v té době ženatý. Olga žádala o vyslání pravoslavných biskupů na Rus, z neznámých důvodů ale císař misii nevyslal.
V roce 959 Olga taktéž žádala římskoněmeckého krále Otu I. o vyslání misie s biskupem na pomoc při christianizaci Kyjevské Rusi. Tímto poselstvem se Olga pokusila vybudovat těsnější spojení se západním císařstvím a získat tak větší nezávislost na Byzanci.

Poté se mnich Adalbert (pozdější arcibiskup magdeburský) vydal na východní misii, avšak již roku 962 se vrátil zpět:
| „ | V onom roce se Adalbert, jenž byl jmenován biskupem na Rusi, vrátil zpět, neboť se mu nepodařilo dosáhnout toho, k čemu byl vyslán a své snahy považoval za marné. Na zpáteční cestě bylo několik osob jeho doprovodu zabito, jemu se podařilo uniknout jen s velkými obtížemi. | “ |
| — | |   |

Na tom měl pravděpodobně svůj podíl vliv Svjatoslavův.
V Kyjevě však byly při archeologických průzkumech odkryty pozůstatky rotundy z 10. století.
Nejpozději od roku 964 panoval v Kyjevě kníže Svjatoslav, o jeho křtu však není nic známo. Olga zemřela v roce 969. V letech 987–988 na Rusi proběhla nová vlna christianizace pod vlivem byzantského ritu. To rozhodujícím způsobem předznamenalo budoucí směřování Ruska jak na úrovni duchovní, tak politické.